# Fallen ängel (film)
Fallen ängel är en amerikansk film från 1945 i regi av Otto Preminger. Filmen bygger på en bok av Marty Holland. Alice Faye som gör ena huvudrollen kom efter denna film inte att göra fler filmroller förrän 1962 då hon hade en roll i filmen Vår i kroppen.

## Rollista
- Alice Faye - June
- Dana Andrews - Eric
- Linda Darnell - Stella
- Charles Bickford - Mark Judd
- Anne Revere - Clara Mills
- Bruce Cabot - Dave Atkins
- John Carradine - Madley
- Percy Kilbride - Pop